# Окс-Бель-Ха
Окс-Бель-Ха (на юкатекській мові: Три шляхи води) — велика підводна карстова печера в Мексиці, станом на 2013 рік 4-та по протяжності печера в світі. Сумарна протяжність ходів складає 256,6 км. Печера знаходиться в Мексиці на півночі півострова Юкатан (штат Кінтана-Роо).